# Inez Baturo

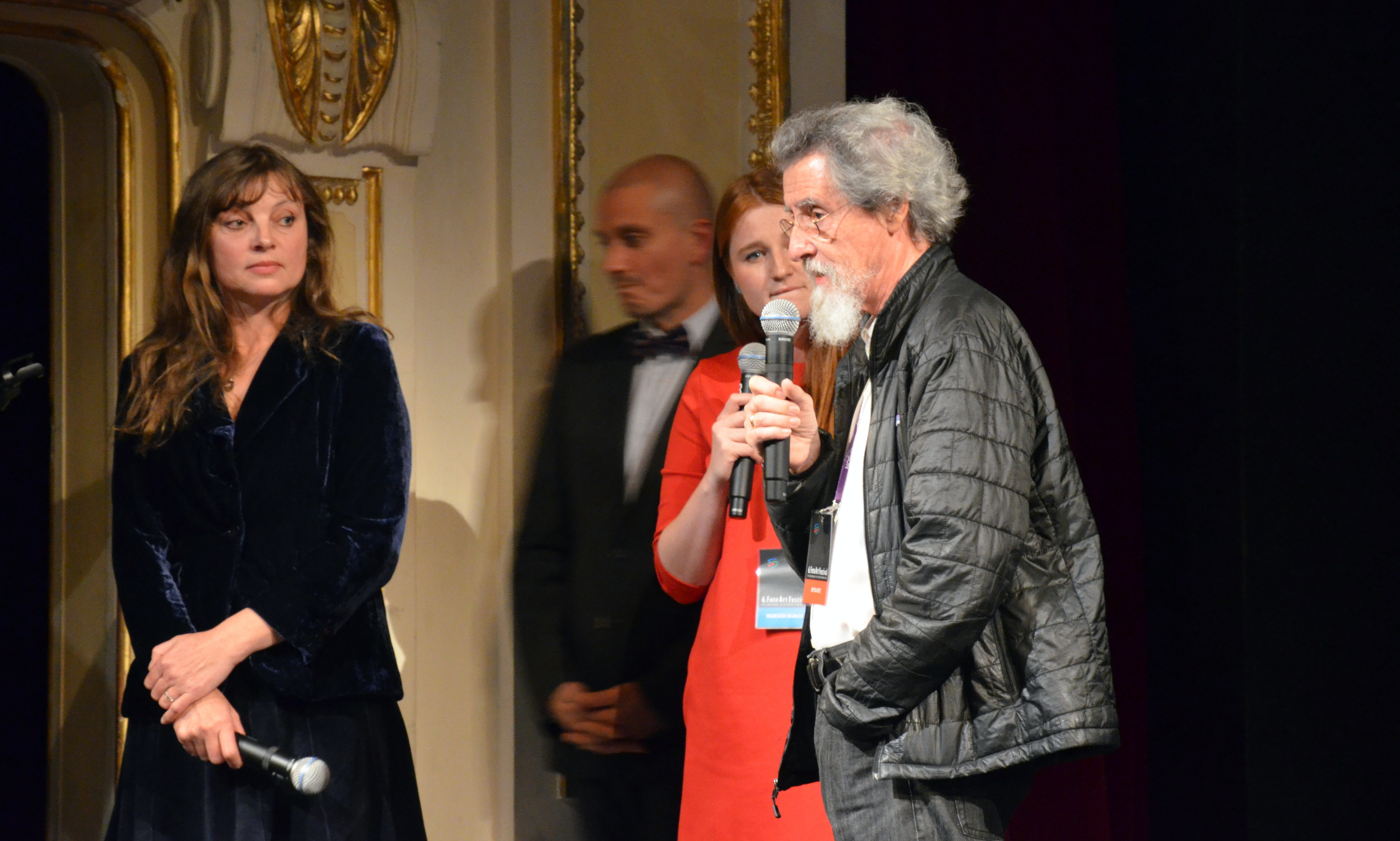
Inez Baturo (z lewej) i Rafael Navarro podczas trwania 6. Foto Art Festival (Bielsko-Biała)

Inez Baturo (ur. 8 marca 1966 w Starachowicach) – polska fotografka, wydawca, tłumaczka, redaktor.

## Życiorys

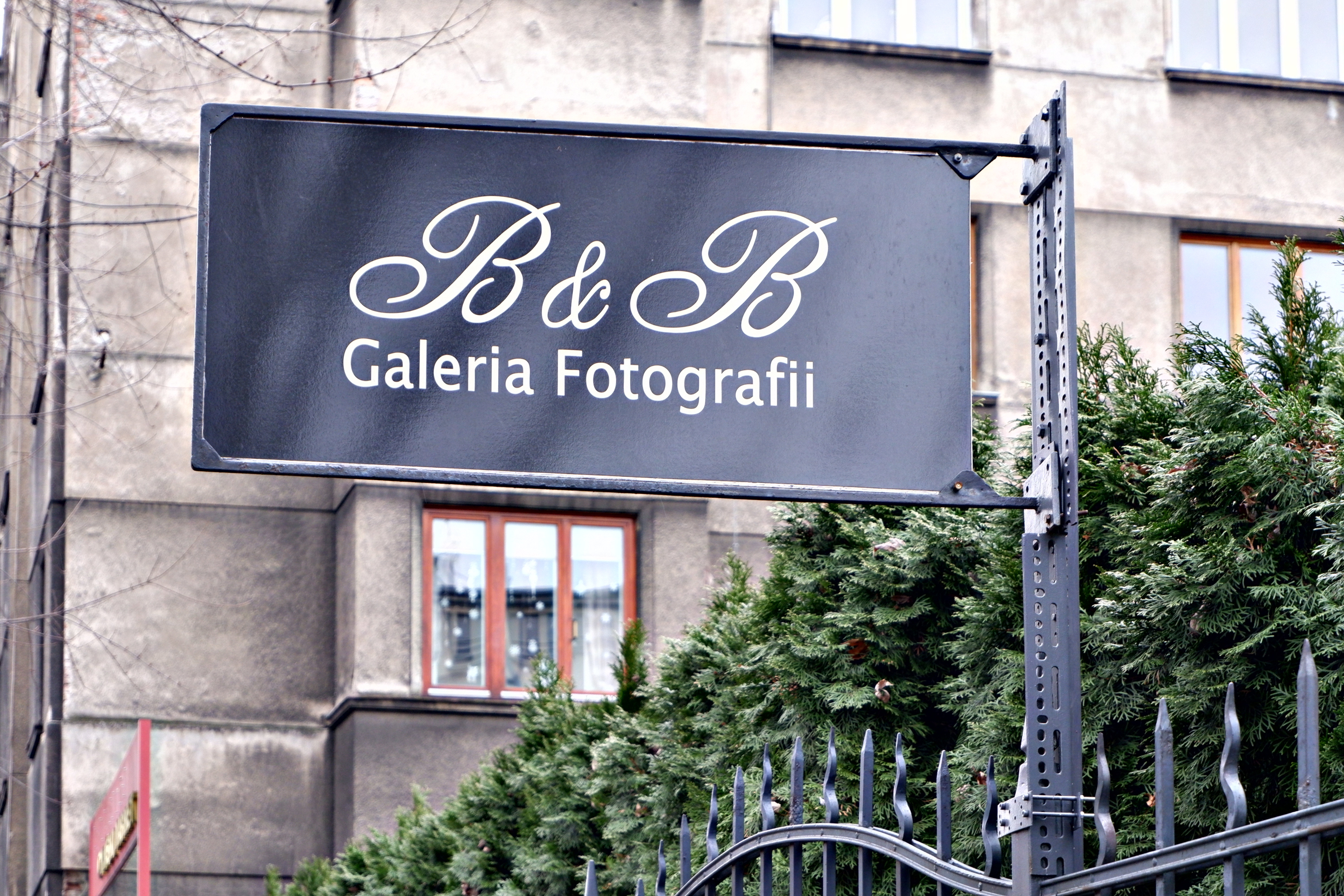
Tabliczka przy siedzibie Galerii Fotografii B&B w Bielsku-Białej

Żona polskiego fotografa Andrzeja Baturo. Ukończyła filologię angielską na Uniwersytecie Śląskim w 1990 roku. Od roku 1991 prowadzi Wydawnictwo Baturo (specjalizujące się w książkach albumowych) i Galerię Fotografii B&B w Bielsku-Białej. W roku 1999 została członkiem Związku Polskich Artystów Fotografików (numer legitymacji 770), a w 2004 wiceprezesem Okręgu Górskiego ZPAF. Jest kuratorem międzynarodowego konkursu i wystawy Bez granic i wiceprezesem Fundacji Centrum Fotografii oraz dyrektorem programowym FotoArtFestival.
W swojej twórczości koncentruje się głównie na pejzażach, choć ma na swoim koncie również fotografię teatralną, portretową, dziecięcą i mody. Swoje prace publikowała m.in. w „Playboyu”, „Voyage”, „Podróżach”, „National Geographic” oraz w albumach zbiorowych: Góry Polskie, Bielsko-Biała, Mistrzowie polskiego pejzażu. Inez Baturo jest autorką dwóch albumów fotograficznych pt. Beskidy oraz Cieszyn oraz przetłumaczyła z języka angielskiego Historię fotografii światowej autorstwa Naomi Rosenblum.
W 2013 roku został wydany album w limitowanej serii (500 szt.) Fotografia pejzażowa / Landscape Photography, zawierający jej pejzażowe zdjęcia, przedstawiające w indywidualny, wyjątkowy sposób polskie góry i morze.

## Wystawy

### Indywidualne
- Świat gór, II Międzynarodowy Festiwal Filmów Górskich, Katowice (1992)
- Beskidy, Galerie Objective, Enschede, Holandia (1994)
- Góry, góry..., Galeria Pusta, Górnośląska Macierz Kultury, Katowice (1995)
- Światło w pejzażu, pokaz slajdów, Galeria Fotografii B&B, Bielsko-Biała (1997)
- Zobaczyć światło, Galeria Fotografii B&B, Bielsko-Biała (1999)
- Zobaczyć światło, Stara Galeria ZPAF, Warszawa (1999/2000)
- Zobaczyć światło, Galeria Stotrzynaście, Białystok (2000)
- Zobaczyć światło, Galeria Fotografii Artystycznej, Moravska Trebova, Czechy (2001)
- Wobec chwili, Galeria Łódzkiego Towarzystwa Fotograficznego (2003)
- Fotografować z pasją, pokaz slajdów, 5. Explorers Festiwal, Łódź (2003)
- Inez Baturo, Międzynarodowy Festiwal Fotografii,
- Galeria Fotografii Artystycznej, Moravska Trebova, Czechy (2004)
- Inez Baturo – prezentacja, Biennale Fotografii Górskiej, Jelenia Góra (2004)
- Prezentacja autorskiego pejzażu, Seminarium Nida, Litwa (2005)

### Zbiorowe
- Konkurs Fotografii Górskiej, Nowy Targ i Bielsko-Biała (1990)
- Międzynarodowy Festiwal Sztuk Górskich, Antibes, Francja (1991)
- Konkurs Fotografii Górskiej, Nowy Targ i Bielsko-Biała (1992)
- Bienale Fotografii Górskiej, Jelenia Góra (1992)
- Konkurs Fotografii Górskiej, Nowy Targ i Bielsko-Biała (1994)
- Surprise yourself, Galerie Objective, Enschede, Holandia (1998)
- Okręg Górski ZPAF – 2000, Galeria Fotografii B&B, Bielsko-Biała (2000)
- Konkurs Fotografii Górskiej, Nowohuckie Centrum Kultury, Kraków (2001)
- Mistrzowie polskiego pejzażu, Miejska Galeria Sztuki, Łódź (2001)
- Białka 2002, wystawa poplenerowa, Stara Galeria ZPAF, Warszawa (2002)
- Fotografia Górska, Muzeum Historii Fotografii, Kraków (2003)
- Sztuka patrzenia, Galeria Fotografii B&B, Bielsko-Biała (2003)
- Białka 2003, wystawa poplenerowa, Stara Galeria ZPAF, Warszawa (2003)
- Konie, konie..., Galeria Fotografii B&B, Bielsko-Biała (2003)
- Gdzie jesteśmy?, wystawa ZPAF, Stara i Mała Galeria ZPAF, Warszawa (2005)

## Nagrody i wyróżnienia
- Grand Prix, Konkurs Fotografii Górskiej im. Jana Sunderlanda, Nowy Targ (1990)
- Grand Prix, Konkurs Fotografii Górskiej im. Jana Sunderlanda, Nowy Targ (1992)
- Srebrny Medal, Konkurs Fotografii Górskiej im. Jana Sunderlanda, Nowy Targ (1994)
- Bursztynowa Księga, Spotkania Wydawców Dobrej Książki, Gdańsk – za album Beskidy (1995)
- nagroda w Konkursie Polskiego Towarzystwa Wydawców Książek na Najpiękniejszą Książkę Roku – za album Beskidy (1995)
- Nagroda Prezydenta Miasta Bielsko-Biała w dziedzinie kultury – Ikar 2005
- Nagroda Ministra Kultury w dziedzinie sztuk plastycznych (po raz pierwszy w historii przyznana fotografikowi za wybitne osiągnięcia) (2007)
- Nagroda ZAiKS-u za osiągnięcia w dziedzinie sztuk wizualnych (2022)[1]